# Fritz Kurtz

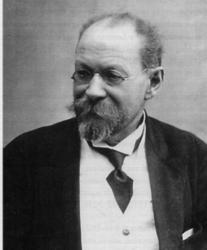
Fritz Kurtz

Fritz Kurtz, spanisch Federico Kurtz (* 6. März 1854 in Berlin; † 23. August 1920 in Córdoba, Argentinien), war ein deutsch-argentinischer Botaniker und Paläobotaniker. Sein offizielles botanisches Autorenkürzel lautet „Kurtz“.

## Leben
Kurtz besuchte ab 1861 die Königliche Realschule in Berlin mit dem Abitur 1872. Er war der Sohn eines wohlhabenden Bauunternehmers und war deshalb lange Zeit seines Lebens finanziell relativ unabhängig. Er studierte Naturwissenschaften und speziell Botanik an der Friedrich-Wilhelms-Universität Berlin, an der er 1879 bei Paul Friedrich August Ascherson promoviert wurde mit einer Dissertation über Pflanzen in Westsibirien. Ein weiterer Lehrer war Leopold Kny. Schon als Student war er Mitglied des Botanischen Vereins der Provinz Brandenburg, dessen dritter Schriftführer und Bibliothekar er zeitweise war, und verfasste Artikel in deren Mitteilungen. Er kaufte große Herbarien, zum Beispiel aus den afrikanischen Tropen, und erweiterte diese durch eigene Sammlungen. Dafür stellte er auch Hilfskräfte an. 1878 bis 1880 war er zweiter Assistent am Botanischen Garten in Berlin, gab das aber wegen Zwistigkeiten mit dem Direktor August Wilhelm Eichler auf (von Haus aus wohlhabend pflegte er die Arbeitszeiten nicht strikt einzuhalten). Er war einige Jahre Assistent am mineralogischen Museum der Universität bei Heinrich Ernst Beyrich und Wilhelm Dames und befasste sich dort mit Paläobotanik, speziell Flora des Tertiärs. Hier bekam er ebenfalls Ärger wegen Nichteinhaltens der Arbeitszeiten und ging auf Vermittlung von Ascherson, dem die Professur zuvor angeboten worden war, 1884 an die Universität Cordóba in Argentinien als Professor für Botanik. Er kehrte nie wieder nach Europa zurück. 1915 wurde er pensioniert, musste aber (wegen Ausbleibens regelmäßiger Pensionszahlungen) noch zu Lebzeiten sein umfangreiches und wertvolles Herbar samt paläontologischer Sammlung und Bibliothek an die Universität Cordóba verkaufen. Sein Restvermögen vermachte er dem Deutschen Hilfs- und Schulverein in Argentinien.
Er war unter anderem für die Bearbeitung arktischer Flora bekannt und bearbeitete die in Alaska und der Tschuktschen-Halbinsel getätigten Sammlungen der Brüder Aurel Krause und Arthur Krause (Deutsche Geographische Blätter V, Heft 4, 1882). Er veröffentlichte über die Geschichte der Erdnuss als Nutzpflanze und erforschte die Flora Argentiniens. Nach seinem Biographen Harms war er allerdings zwar gründlich und gewissenhaft und ein guter Systematiker bei bekannten Pflanzen, hatte aber seine Probleme neue Pflanzen sicher nach Blütenständen zu bestimmen. In Argentinien hatten schon Paul Günther Lorentz, sein Vorgänger als Professor in Cordòba, und dessen Assistent Georg Hans Emmo Wolfgang Hieronymus große Sammlungen angelegt, die Bearbeitung durch August Grisebach war aber nach Harms nicht immer sicher. Er selbst sammelte zum Beispiel in den Ostanden.
In den Gondwana-Schichten aus dem Perm von San Luis in Argentinien wies er eine Schicht nach, die schon aus Ostindien bekannt war, was damals einiges Aufsehen fand.
In Cordóba war er Kollege einer ganzen Anzahl weiterer deutscher Gelehrter (Oscar Döring, Adolfo Doering, Wilhelm Bodenbender, mit dem er auf Exkursionsreisen war, Ludwig Brackebusch, Arthur von Seelstrang, Professor für Topographie und Mathematik).
Einige Pflanzenarten wurden nach ihm benannt wie Indigofera kurtzii (Harms) und die Gattung Kurtzama (O.Kuntze 1891).